# ماگزی بوگز
تایرون کورتیس «ماگزی» بوگز (انگلیسی: Tyrone Curtis "Muggsy" Bogues؛ زاده ۹ ژانویهٔ ۱۹۶۵) بسکتبالیست بازنشسته اهل ایالات متحده آمریکا است. وی با ۵ فوت ۳ اینچ (۱٫۶۰ متر) قد کوتاه‌ترین بازیکن تاریخ ان‌بی‌ای است.